# Дед Мороз и лето
«Дед Мороз и лето» — советский рисованный мультипликационный фильм-сказка о том, как дети познакомили Деда Мороза с летом.
Дипломная (ВГИК) работа режиссёра Валентина Караваева.

## Сюжет
Однажды Дед Мороз накануне Нового года, отправившись в свой традиционный путь с мешком подарков для детей, случайно узнаёт, что бывает лето, о котором он ничего не знает.
Расспросив на новогоднем утреннике у детей про лето, Дед Мороз на самом деле так ничего толком не понял. Вернувшись к себе домой на север, он стал теперь красить все новогодние игрушки в непонятный зелёный цвет, напевая непонятную песенку о непонятном лете. Даже во сне Дед Мороз видит зелёные кошмары о том, как все смеются над ним и его незнанием. Промучившись всю зиму, Дед Мороз решает попасть в город и посмотреть на лето своими глазами.
Очутившись в городе на жаре, Дед Мороз почувствовал себя плохо, но дети нашли выход: накормили его мороженым и, усадив в тележку мороженщицы, повезли за город показывать лето.
Увидев, благодаря детям, всю красоту летней природы: зелёный лес, зелёную траву, лягушек и бабочек, счастливый Дед Мороз подарил детям мороженое и улетел к себе на север на воздушном шаре.

## Над фильмом работали
| Художественный руководитель | Иван Петрович Иванов-Вано |
| Автор сценария              | Василий Ливанов |
| Стихи                       | Юрия Энтина |
| Режиссёр                    | Валентин Караваев |
| Художник-постановщик        | Мария Рудаченко |
| Композитор                  | Евгений Крылатов |
| Оператор                    | Борис Котов |
| Ассистент оператора         | Майя Попова |
| Звукооператор               | Владимир Кутузов |
| Редактор                    | Аркадий Снесарев |
| Ассистенты:                 | Елена Туранова, Зинаида Плеханова, Изабелла Герасимова |
| Ассистент художника         | Николай Ерыкалов |
| Художники-мультипликаторы:  | Виталий Бобров, Николай Фёдоров, Эльвира Маслова, Геннадий Сокольский, Владимир Балашов, Яна Вольская, Наталия Богомолова, Светлана Жутовская, Иван Давыдов, Дмитрий Анпилов |
| Роли озвучивали:            | Евгений Шутов — Дед Мороз / медведь, Евгений Весник — Шофёр грузовика / милиционер / доктор, Зинаида Нарышкина — ворона / болтливая горожанка, Клара Румянова — Заяц / девочка, Мария Виноградова — мальчик, Маргарита Корабельникова — медведица / мальчик, отдавший Деду Морозу мороженое В фильме принимал участие детский хор «Спутник» |
| Директор картины            | Любовь Бутырина |

## Издания
В 1990-е годы фирмой «Twic Lyrec» была выпущена аудиокассета с записью сказки по мультфильму с текстом Александра Пожарова.

## Музыка и песни

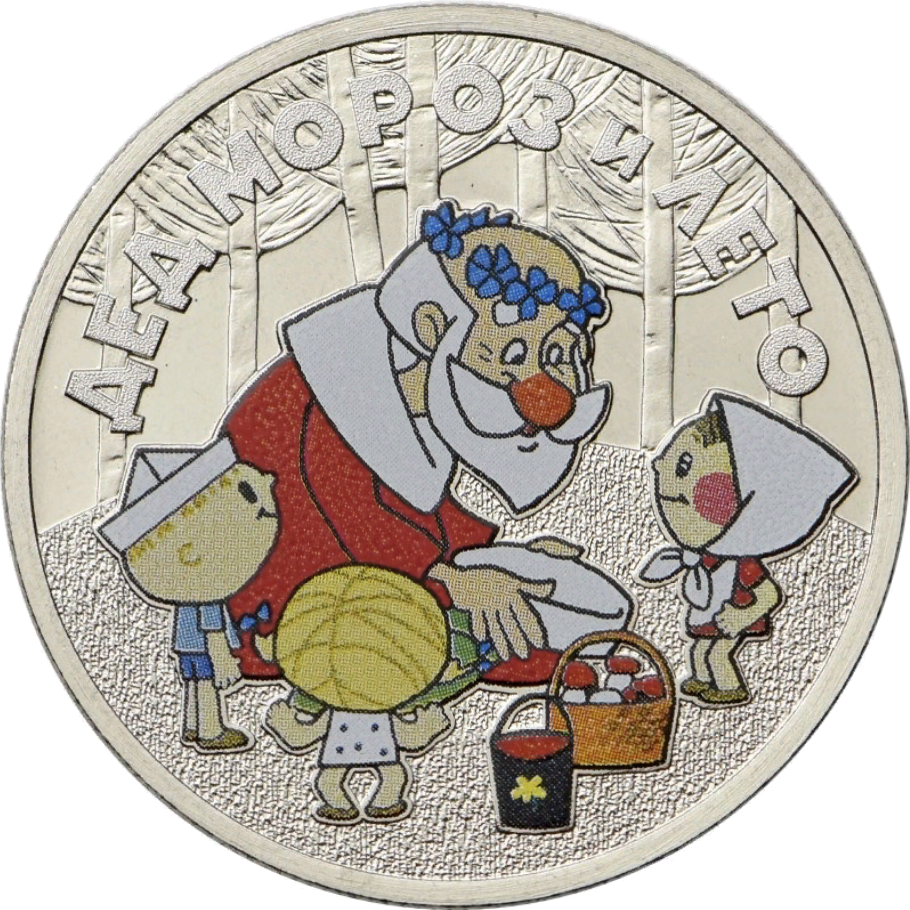
25 рублей 2019 г. (в специальном исполнении)

«Песенка о лете» выпускалась в сборниках «Песенки из мультфильмов» фирмой «Мелодия» на детских пластинках (Д-00030781 и другие), магнитофонных бобинах и компактных аудиокассетах «Свема». С 1992 года «Песенка» перевыпущена предприятием «Апрелевка Саунд» на пластинках, аудиокассетах и компакт-дисках, позже — в других сборниках фирмами «Мороз Рекордз», «Твик Лирек» на кассетах и аудиодисках, а с 1999 года — на дисках MP3, позже WMA.
Евгений Шутов исполняет «песенку Деда Мороза» на стихи Юрия Энтина и музыку Евгения Крылатова.

В мультфильме из транзисторного приёмника звучит куплет «Летней песенки» композитора Матвея Блантера на стихи Владимира Лифшица в исполнении Аркадия Райкина.

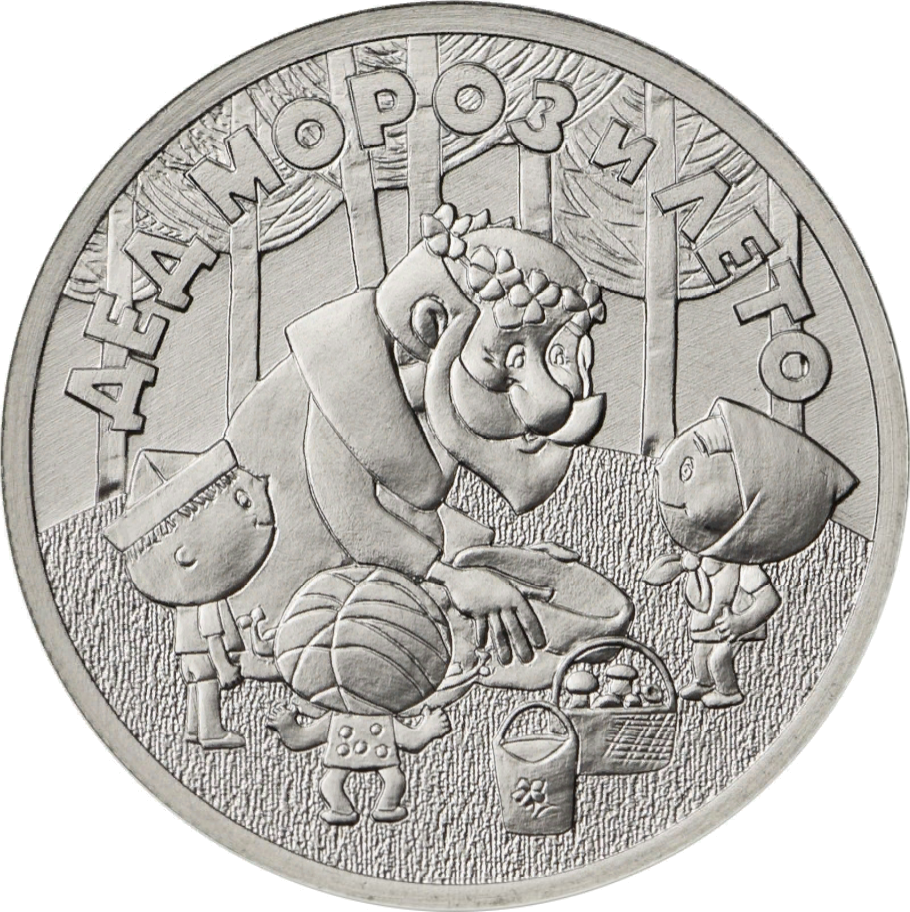
25 рублей 2019 г.

## Нумизматика
В ноябре 2019 года Центробанк России выпустил памятные монеты, посвященные мультфильму «Дед Мороз и лето».